# Помошная
Помошна́я (укр. Помічна) — город, центр Помошнянской городской общины Новоукраинского района Кировоградской области Украины.

## Географическое расположение
Город расположен на расстоянии около 70 километров к юго-западу от областного центра — Кропивницкого, в 24 км от посёлка Добровеличковка, на Приднепровской возвышенности. В девяти километрах к западу от города Помошная протекает приток реки Синюхи (впадает в Южный Буг) — Чёрный Ташлык.

## История
Поселение основано 1 августа 1868 года, входило в состав Елисаветградского уезда Херсонской губернии.
25 октября 1938 года Помошная получила статус посёлка городского типа.
Статус города с 1957 года, в 1974 году численность населения составляла 13,7 тыс. человек, здесь действовали предприятия по обслуживанию ж.-д. транспорта, завод железобетонных изделий, кирпичный завод, консервный завод и др.
В январе 1989 года численность населения составляла 12 322 человек, основой экономики в это время являлись предприятия железнодорожного транспорта и консервный завод.

## Население
По состоянию на 1 января 2024 года численность населения составляла 9534 человека.

### Языковой состав
Во время переписи 2001 года 94,29 % населения города указали украинский язык родным, 4,59 % — русский, 1,12 % — другие языки.

## Экономика
- АО «Помошнянский элеватор»
- Полигон железобетонных изделий Одесской железной дороги
- предприятия Одесской железной дороги: Железнодорожная станция 1-го класса, вокзал 2-го класса, локомотивное депо, вагонное депо, дистанция сигнализации и связи, дистанция пути, прорабский участок Знаменской дистанции гражданских сооружений, пожарный поезд, восстановительный поезд, больница, санэпидемстанция, дистанция электроснабжения

## Транспорт

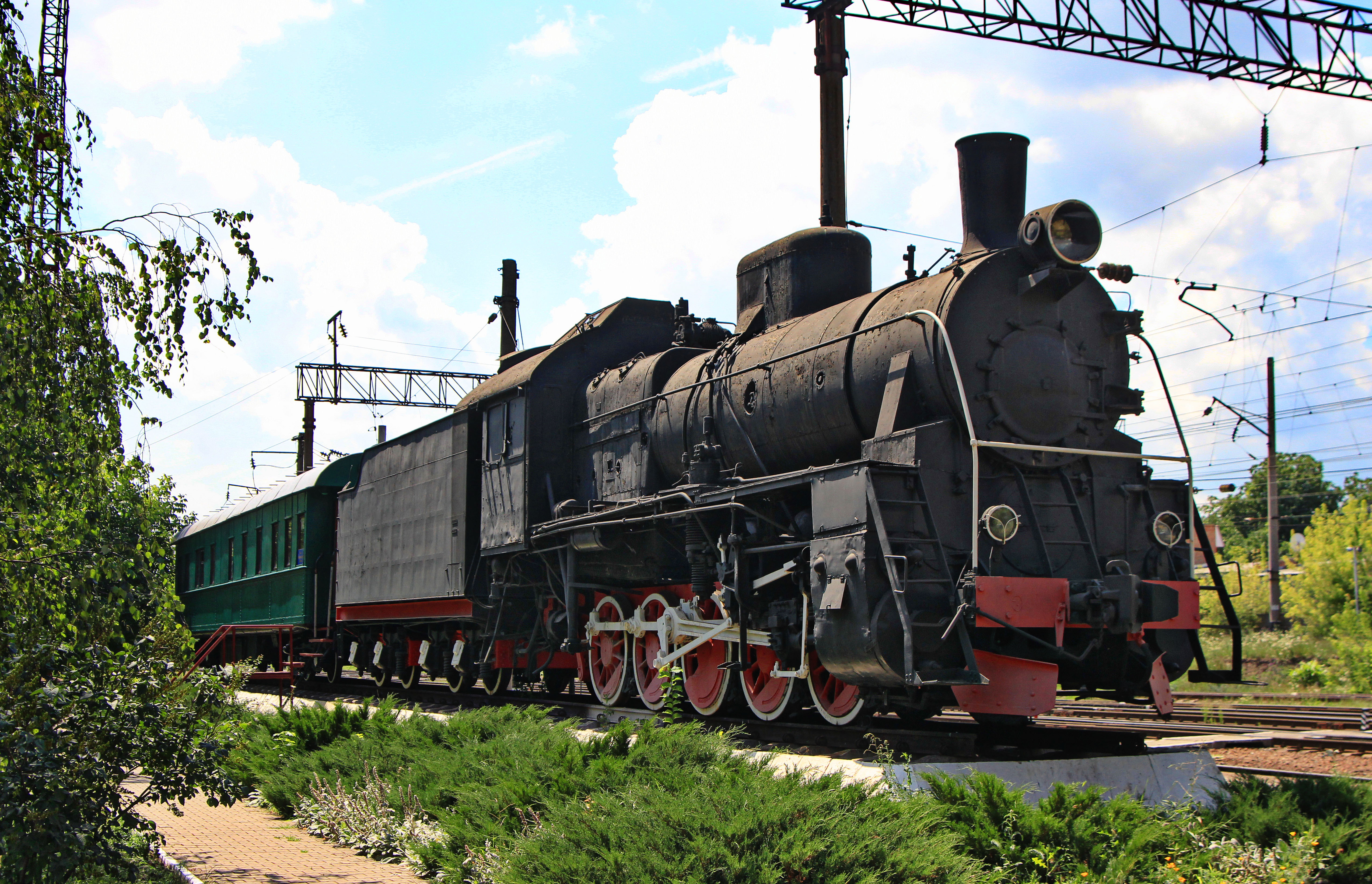
Музей-вагон

Железнодорожный узел, где пересекаются железнодорожные линии в четыре направления: на Москву, Харьков, Одессу и Донбасс.
Рядом с городом проходит автодорога М-13 E 584 (Кропивницкий — Кишинёв).

## Известные уроженцы
- Владимир Ткаченко — Герой Советского Союза.

## Достопримечательности

Водонапорная башня по проекту Владимира Шухова

В Помошной находится одна из первых в мире гиперболоидных конструкций — стальная ажурная сетчатая водонапорная башня, построенная по проекту Владимира Шухова.

## Религия
1. Свято-Преображенская церковь УПЦ Московского патриархата
2. Евангельские христиане-баптисты
3. Свидетели Иеговы
4. Христиане Веры Евангельской
5. Адвентисты Седьмого дня.
6. УПЦ Киевского патриархата

## Известные уроженцы
- Гейко Николай Николаевич — советский и российский актёр, кинорежиссёр и сценарист.
- Ткаченко Владимир Матвеевич — генерал-лейтенант Советской Армии, участник Великой Отечественной войны, Герой Советского Союза (1945).
- Ткаченко Юрий Михайлович (р. 1964) — украинский и российский оперно-симфонический дирижёр, заслуженный артист России (2002), заслуженный деятель искусств республики Дагестан (2014), заведующий кафедрой МГИК (2007—2021), профессор кафедры оперно-симфонического дирижирования НГК им. Глинки.
- Петренко Виктор Павлович — профессор, доктор физико-математических наук Харьковского государственного университета (1936—1983)[источник не указан 1116 дней].